# The Ranch
The Ranch est une sitcom américaine créée par Don Reo et Jim Patterson, diffusée depuis le 1er avril 2016 et le 24 janvier 2020 sur Netflix.

## Synopsis
Les Bennett sont une famille dysfonctionnelle composée de deux frères, Colt et Jameson « Rooster », leur père, Beau, éleveur et leur mère Maggie, propriétaire du bar local. Après une carrière dans le football semi-pro, Colt Bennett retourne vivre dans le ranch familial Iron River, dans le Colorado, qu'il essaye de diriger avec son frère aîné, Rooster, malgré les problèmes de cohabitation avec son père, Beau.

## Fiche technique
Sauf indication contraire, les informations mentionnées dans cette section peuvent être confirmées par la base de données cinématographiques IMDb,  présente dans la section « Liens externes ».
- Titre original : The Ranch
- Réalisateur : David Trainer
- Showrunners : Jim Patterson, Don Reo
- Direction artistique :
- Décors :
- Costumes :
- Photographie : Donald A. Morgan
- Montage : Michael Karlich
- Musique : Ryeland Allison
- Casting :
- Production : Melanie Patterson, Steve Leff, Sam Elliott, Nikki Schiefelbein
- Production exécutive : Don Reo, Jim Patterson, Ashton Kutcher, Danny Masterson (2016-2018), Jane Wiseman, Blair Fetter, Andy Weil, Jerry Anglin
- Coproduction : Jeff Lowell, Danny Masterson, Jamie Rhonheimer, Matt Ross, Nikki Schiefelbein, Max Searle, Steve Leff, Steve Tompkins, Carla Filisha, Brian Keith,
- Société de production : Ranch Hand Productions
- Société de distribution : Netflix
- Pays d'origine :  États-Unis
- Langue originale : anglais
- Format : couleur
- Genre : sitcom
- Durée d'un épisode : 25–35 minutes
- Public :
- Version française
  - Société de doublage : Deluxe Media Paris[3]
  - Direction artistique : Dorothée Pousséo[3]
  - Adaptation des dialogues : Michèle Lituac, Nicolas Bacon

## Distribution

### Acteurs principaux
- Ashton Kutcher (VF : Adrien Antoine) : Colt Bennett
- Sam Elliott (VF : Michel Bedetti) : Beau Bennett
- Debra Winger (VF : Blanche Ravalec) : Margaret « Maggie » Bennett
- Elisha Cuthbert (VF : Edwige Lemoine) : Abby Phillips (récurrente saison 1, principale saisons 2 à 4)

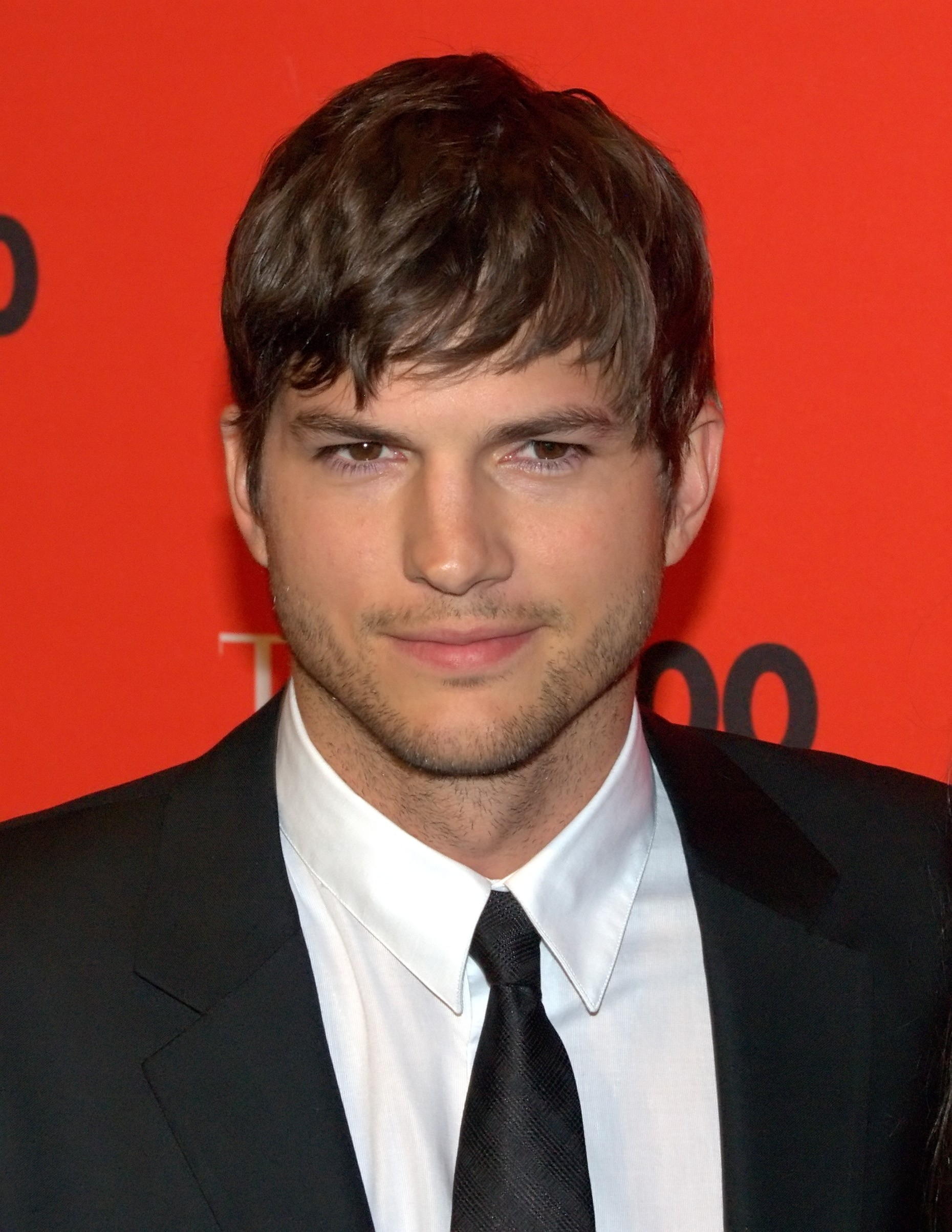
Ashton Kutcher, interprète Colt Bennett.
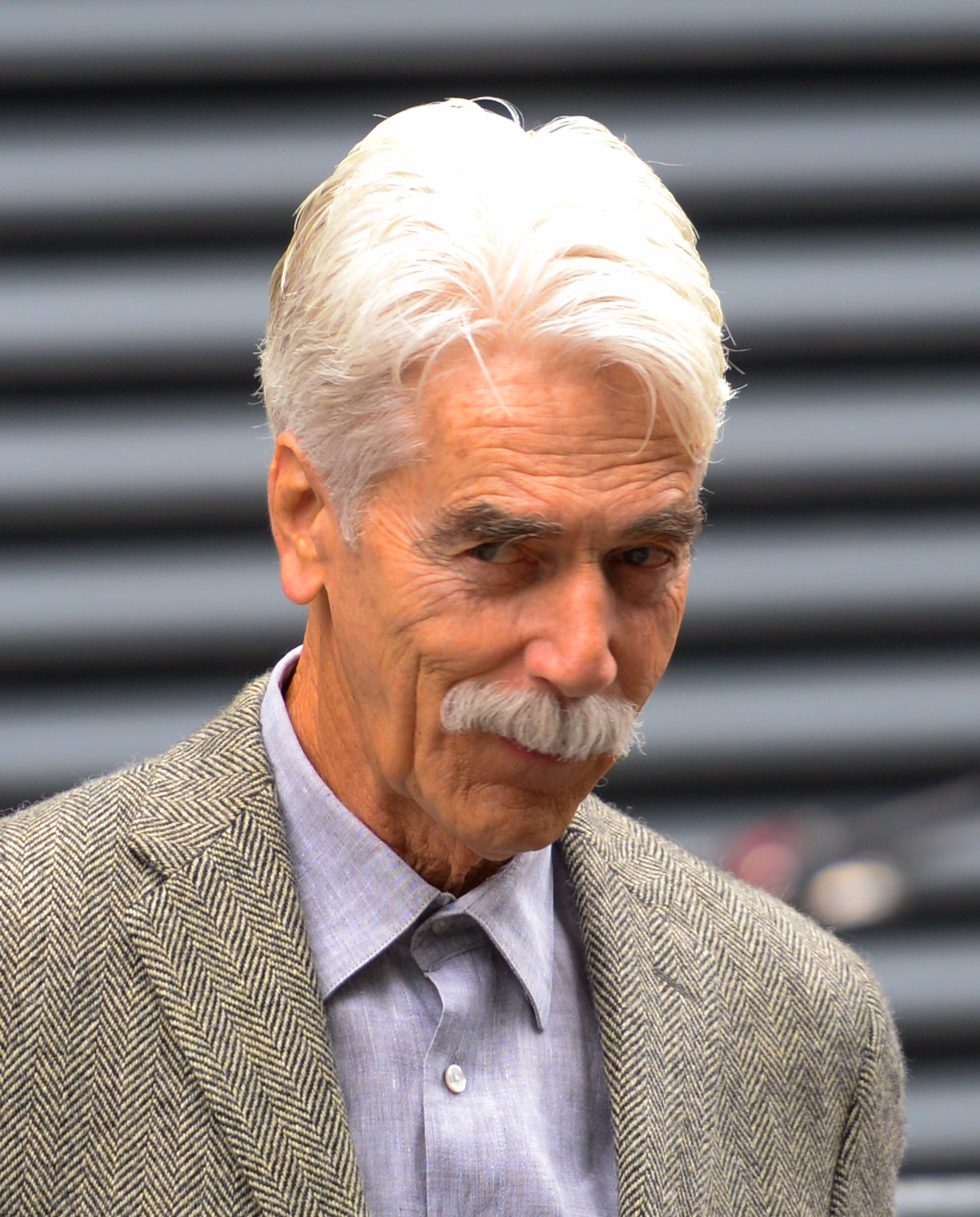
Sam Elliott, interprète Beau Bennett.
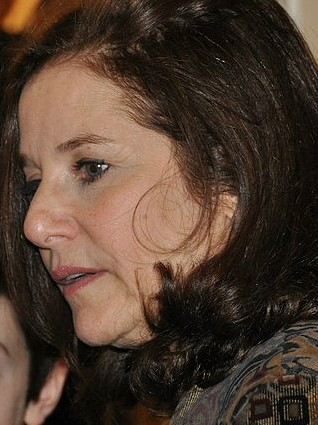
Debra Winger interprète Margaret Bennett.
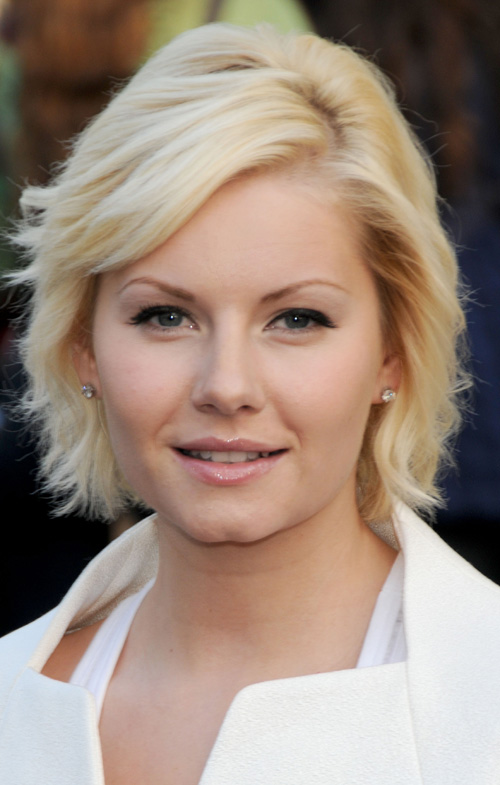
Elisha Cuthbert interprète Abby Phillips.

Anciens acteurs principaux
- Danny Masterson (VF : Christophe Lemoine) : Jameson « Rooster » Bennett (saisons 1 à 3 - 1re partie de la saison 3)

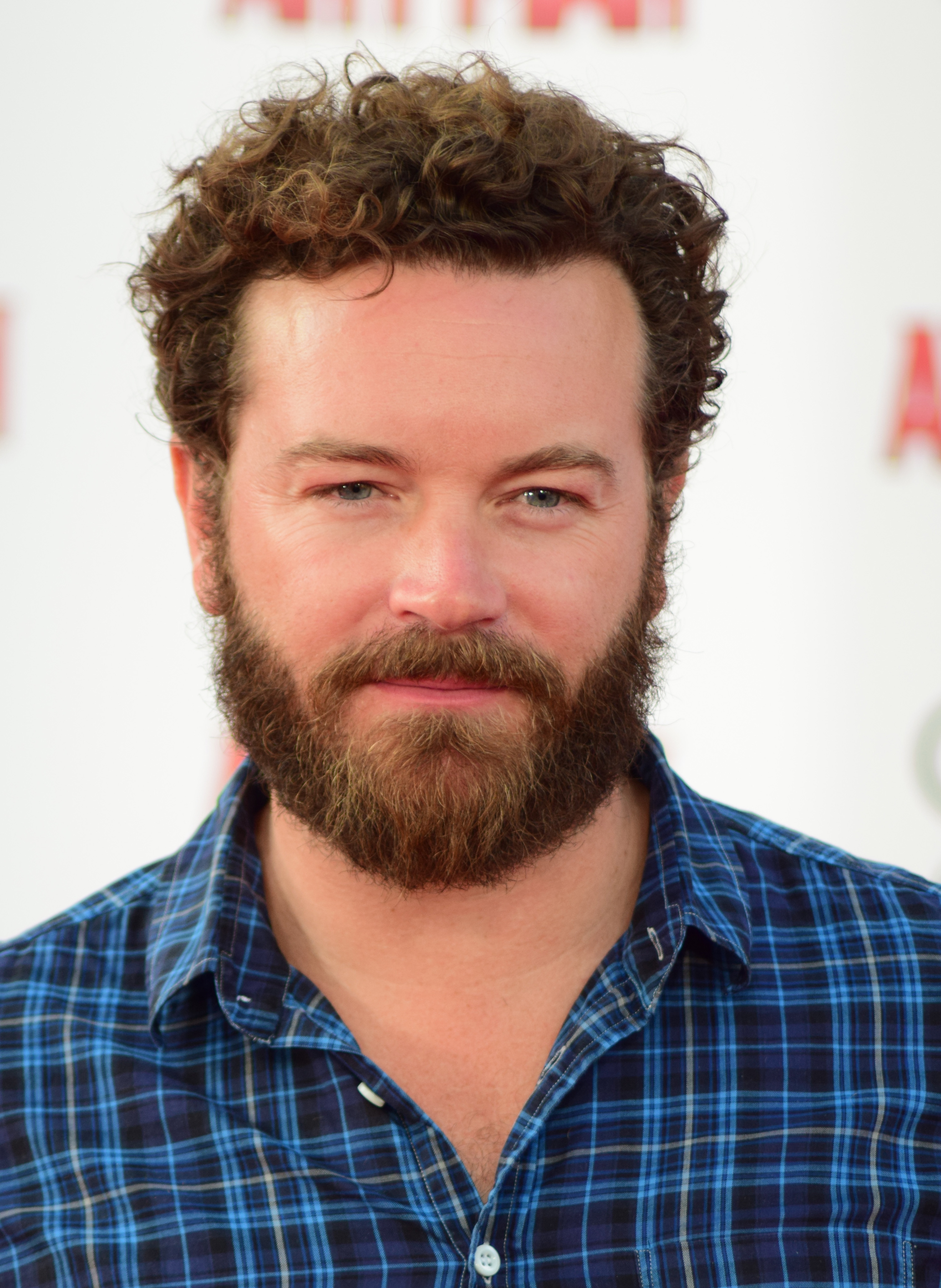
Danny Masterson interprète Rooster Bennett.

### Acteurs récurrents
- Barry Corbin (VF : Georges Claisse puis Michel Ruhl)[note 1] : Dale Rivers, vétérinaire et ami de Beau (saisons 1 à 4)
- Martin Mull (VF : Patrick Poivey) : Jerry (saisons 1 à 4)
- Megyn Price (VF : Déborah Perret) : Mary Roth (saisons 1 à 4)
- Kelli Goss (en) (VF : Karine Foviau) : Heather Roth (saisons 1 à 4)
- Grady Lee Richmond (VF : Alexis Rangheard) : Hank (saisons 1 à 4)
- Kathy Baker (VF : Pauline Larrieu) : Joanne (saisons 1 à 4)
- Ethan Suplee (VF : Benjamin Boyer) : Billy « Billy Ponk » Tompkins (saisons 1 à 4)
- Chasty Ballesteros (VF : Delphine Braillon) : Tanya Showers (saisons 1 à 4)
- Molly McCook (VF : Diane Dassigny) : Darlene Roth (saisons 1 à 3)
- Laura Vallejo (VF : Dorothée Pousséo) : Maria, la serveuse du Maggie's (saisons 1 à 4)
- Bret Harrison (VF : Donald Reignoux) : Kenneth « Kenny » Ballard (saison 1, invité saison 4)
- Kurtwood Smith (VF : José Luccioni) : Sam Peterson (saison 2 à 4)
- Debra Jo Rupp (VF : Marie-Martine) : Janice Phillips, la mère d'Abby (saisons 2 à 4)
- Jim Beaver (VF : Michel Dodane) : Chuck Phillips, le père d'Abby (saisons 2 à 4)
- Sharon Lawrence (VF : Ivana Coppola) : Brenda Sanders (saison 2)
- Lou Diamond Phillips (VF : Vincent Ropion) : Clint (saison 2)
- Conchata Ferrell (VF : Béatrice Michel) : Shirley (saison 2)
- Maggie Lawson (VF : Christine Bellier) : Jen (saison 2)
- Dax Shepard (VF : Alexis Victor) : Luke Matthews, le neveu de Beau (saisons 3 et 4)
- Wendie Malick : Lisa Neumann

### Invités
- Thomas F. Wilson (VF : Jean-François Aupied) : le coach Fitzgerald (saison 1)
- Wilmer Valderrama (VF : Paolo Domingo) : Umberto (saisons 1 et 2)
- Jon Cryer (Vincent Ropion puis Guillaume Lebon) : Bill Jensen (saisons 1 et 2)
- Aimee Teegarden (VF : Sarah Marot) : Nikki (saisons 1 et 2)
- John Amos (VF : Jean-Paul Pitolin) : Ed Bishop (saisons 1 et 2)

 Source et légende : version française (VF) sur RS Doublage

## Production

### Développement
En mars 2015, un projet de série, intitulé The Ranch produit et diffusé par Netflix, est lancé.
En mars 2016, une première saison, composée de 20 épisodes, est annoncée et diffusée à partir du 1er avril 2016.
Le 29 avril 2016, la série a été renouvelée pour une deuxième saison de vingt épisodes, diffusés en deux parties de dix épisodes.
Le 4 juillet 2017, la série a été renouvelée pour une troisième saison de vingt épisodes, prévu en deux parties de dix épisodes.
Le 31 octobre 2018, la série a été renouvelée pour une quatrième et dernière saison de vingt épisodes, prévu en deux parties de dix épisodes et se clôturant en 2020.

### Attribution des rôles
En juin 2015, Ashton Kutcher et Danny Masterson sont choisis pour interpréter les rôles principaux du projet de série The Ranch produit et diffusé par Netflix,.
En décembre 2017, l'acteur Danny Masterson (Jameson « Rooster » Bennett) est renvoyé de la série à la suite des multiples allégations d'agression sexuelle faites contre lui et apparaîtra seulement dans les 10 premiers épisodes de la troisième saison,.

### Tournage
La série est tournée devant un public en direct à Burbank, en Californie, d'où certains rires en fond sonore.

## Épisodes
Tous les épisodes portent le nom de chansons country américaines, faisant principalement référence aux chanteurs Kenny Chesney, George Strait, Tim McGraw, Garth Brooks et Dolly Parton.
| Saisons | Nombre d'épisodes | Diffusion originale sur Netflix |
| ------- | ----------------- | ------------------------------- |
| 1       | 20                | 1er avril 2016                  |
| 1       | 20                | 7 octobre 2016                  |
| 2       | 20                | 16 juin 2017                    |
| 2       | 20                | 15 décembre 2017                |
| 3       | 20                | 15 juin 2018                    |
| 3       | 20                | 7 décembre 2018                 |
| 4       | 20                | 13 septembre 2019               |
| 4       | 20                | 24 janvier 2020                 |

### Première saison (2016)
1. Retour aux sources (Back Where I Come From)
2. Le Bon Vieux Temps (Some People Change)
3. Ancien Champion (The Boys of Fall)
4. Relations (Got a Little Crazy)
5. Qui va à la chasse ? (American Kids)
6. La Caravane (Better as a Memory)
7. Sale Journée (I Can't Go There)
8. Des temps difficiles (Til It's Gone)
9. Surprise (There Goes My Life)
10. Le Futur (Down the Road)
11. Un choix difficile (Gone As a Girl Can Get)
12. Opportunités (Living and Living Well)
13. L'Invitée (Sittin' on the Fence)
14. Mauvais Timing (Let's Fall to Pieces Together)
15. Elle m'aime encore (I Know She Still Loves Me)
16. Question de confiance (Easy Come, Easy Go)
17. Le Rencard (I've Come to Expect It from You)
18. Le Temps des changements (The Cowboy Rides Away)
19. Histoires de famille (Leavin's Been Comin' (For a Long, Long Time))
20. Joyeux Noël (Merry Christmas (Wherever You Are))

### Deuxième saison (2017)
1. Mes trente prochaines années (My Next Thirty Years)
2. Bouleversements (Things Change)
3. Partons d'ici (Take Me Away from Here)
4. Elle te reprendra (She'll Have You Back)
5. Les Amis (My Best Friend)
6. L'amitié, ça vaut mieux (Find Out Who Your Friends Are)
7. Une de ces nuits (One of Those Nights)
8. Je n'ai rien demandé, elle n'a rien dit (I Didn't Ask and She Didn't Say)
9. Le Dernier Dollar (Last Dollar (Fly Away))
10. Ce n'est pas fichu (Can't Really Be Gone)
11. Réapprendre à vivre (Learning to Live Again)
12. Sans toi je suis perdu (Wrapped Up in You)
13. Rodéo et Juliette (Rodeo and Juliet)
14. Le temps qui passe (Much Too Young (To Feel This Old))
15. Plus qu'un souvenir (More Than a Memory)
16. Comme avant (When You Come Back to Me Again)
17. Faire pour le mieux (Do What You Gotta Do)
18. L'Argent (Big Money)
19. Comme un arbre qui tombe (Ain't Goin' Down ('Til the Sun Comes Up))
20. Si demain ne vient jamais (If Tomorrow Never Comes)

### Troisième saison (2018)
1. Tout recommencer (Starting Over Again)
2. Ça va mal, mais tout va bien (It's All Wrong, But It's All Right)
3. Le Défi (A Gamble Either Way)
4. Feux de forêt (Baby I'm Burning)
5. Trouver la foi (Travelin' Prayer)
6. Échange de vœux (Tie Our Love (In a Double Knot))
7. Tout le monde ment (Telling Me Lies)
8. Quand le pardon est impossible (Fresh Out of Forgiveness)
9. Ce n'est pas juste (It Ain't Fair that It Ain't Right)
10. Du changement (Change)
11. Quand tout va mal (When It All Goes South)
12. Imprudences (Reckless)
13. Si seulement tu étais là (If I Could Just See You Now)
14. Du changement dans l'air (Changes Comin' On)
15. Naître sur ces terres (Born Country)
16. Ce qu'on laisse en héritage (Pass It on Down)
17. Encore une chance (Give Me One More Shot)
18. Rêve encore un peu avec moi (Keep on Dreamin')
19. Un chemin périlleux (Down This Road)
20. Il faut changer tout ça (We Can't Love Like This Anymore)

### Quatrième saison (2019-2020)
1. Plus de temps avec elle (Dying to See Her)
2. Reste (I Wish You'd Stay)
3. L'Attente (Waitin' on a Woman)
4. Se souvenir (Remind Me)
5. L'Amour et la Guerre (Love and War)
6. Le diable se porte bien (The Devil Is Alive and Well)
7. Une dernière fois (Last Time for Everything)
8. Le Combat (Without a Fight)
9. Nouvelle Donne (Welcome to the Future)
10. Temps orageux (Perfect Storm)
11. Pas ma faute (It Ain't My Fault)
12. Une dernière fois (Like It's the Last Time)
13. Hors de vue (Out of Sight)
14. Disparaître (Fadeaway)
15. Né pour t'aimer (Born to Love You)
16. Tu ne penses qu'à toi (Not Everything's About You)
17. Qu'est-ce qui m'a pris (What Was I Thinking)
18. Quelle vie (Helluva Life)
19. Pas de chance (Dumb Effin' Luck)
20. Home Sweet Home (Take Me Home, Country Roads)

## Accueil

### Critique
La première partie est accueillie de façon mitigée par la critique. L'agrégateur de critiques Metacritic lui accorde une note de 54 sur 100, basée sur 17 critiques.
Sur le site Rotten Tomatoes, elle obtient une note moyenne de 47 %, sur la base de 19 critiques.
Pierre Langlais de Télérama trouve la série « sympathique mais dispensable et qu'elle ne passionne guère, mais elle fait régulièrement sourire, parfois même rire ».
Matt Roush de TV Guide estime que la série « n'est pas exceptionnelle et loin des standards des séries originales Netflix ».
Selon Nina Lecourt de Rockyrama, Netflix a tendance à détruire les clichés et la série « peut malgré tout laisser perplexe, face à cet aspect très réel et à la fois totalement inattendu en ce qui concerne la représentation de la famille américaine pure souche ».

## Autour de la série
Ashton Kutcher, Danny Masterson et Bret Harrison avaient auparavant partagé la vedette d'une autre sitcom That '70s Show (1998-2006). Trois autres acteurs de cette série, Wilmer Valderrama, Debra Jo Rupp et Kurtwood Smith, les rejoignent pour quelques épisodes de The Ranch.
Jon Cryer joue le rôle de Bill durant 2 épisodes de la saison 2. C'est la 1ère fois qu'il rejoint Ashton Kutcher dans une série depuis la fin de Mon oncle Charlie en 2015.